# Désiré Félicien-François-Joseph Mercier

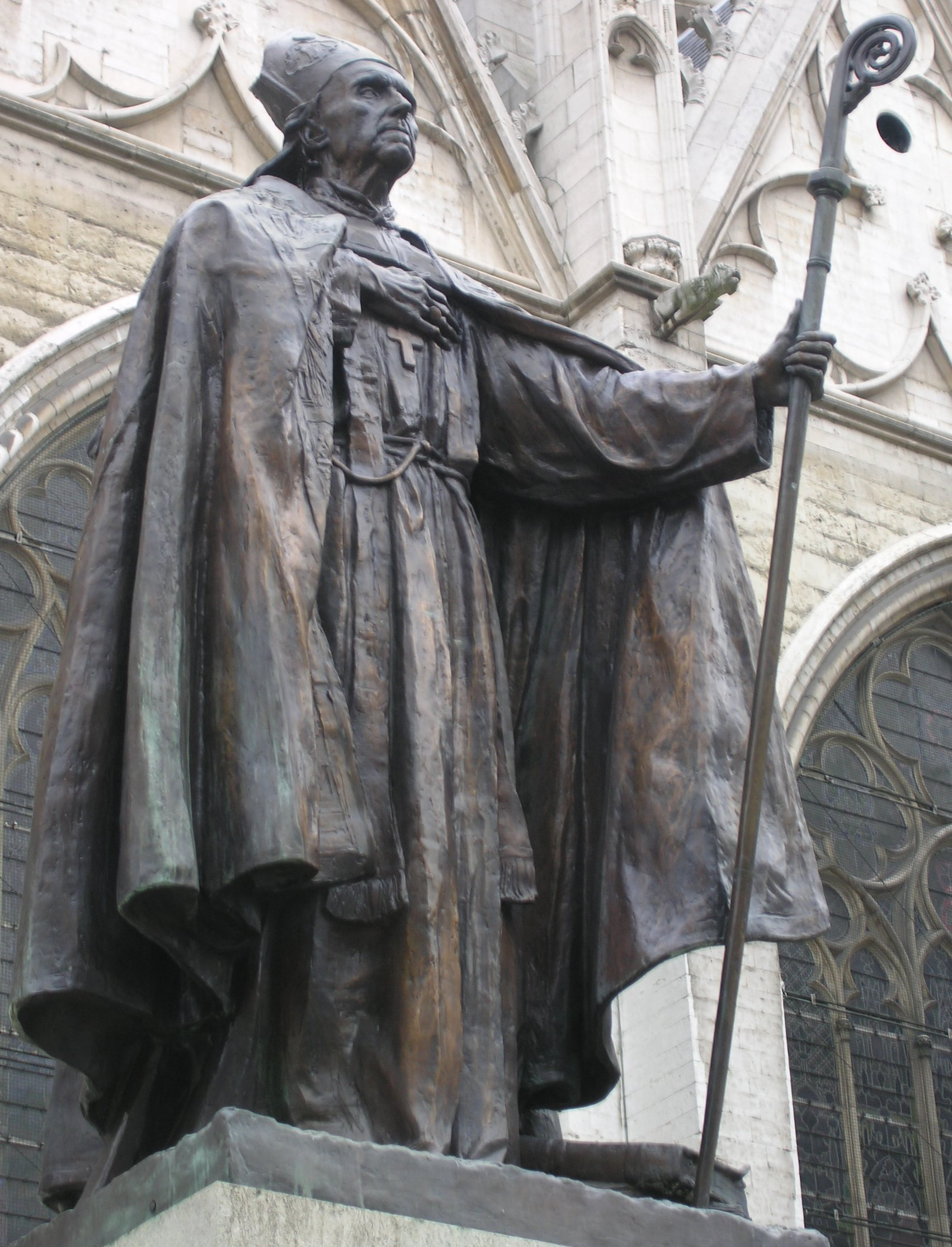
Estatua de Mercier en Bruselas.

Désiré Félicien-François-Joseph Mercier (Braine-l'Alleud, 21 de noviembre de 1851 - Bruselas, 23 de enero de 1926), conocido también como cardenal Desiderio Feliciano Francisco José Mercier, fue un sacerdote católico y académico belga. Fue rector de la Universidad de Lovaina, en Bélgica.

## Biografía
Fue ordenado presbítero el 4 de abril de 1874. Estudió en la Universidad Católica de Lovaina, y también en París. Fue un personaje importante en la renovación del tomismo, llamado neotomismo. En 1899 fundó el Alto Instituto de Filosofía en la Universidad Católica de Lovaina. Fue amigo del irlandés Dom Columba Marmion OSB, también seguidor de santo Tomás de Aquino. Intentó acercar la filosofía kantiana a la tomista, intento conocido como realismo crítico. En 1906 creó la Revue Néoscholastique. Fue creado cardenal de la Iglesia católica el 15 de abril de 1907. En 1921, inicia las  Conversaciones de Malinas, junto con líderes anglicanos. En 1922 fue cardenal elector en el cónclave en que fue elegido el Papa Pío XI.

## Traducciones al castellano de obras de Mercier
- Per crucem ad lucem: cartas pastorales, discursos, alocuciones, etc. , prefacio de A. Baudrillart, Bloud et Gay, París [etc.], sin fecha.
- Los orígenes de la psicología contemporánea, traducción castellana por Marcelino Arnáiz, Sáez de Jubera, Madrid, 1901.
- Ontología, versión castellana por Edmundo González-Blanco, La España Moderna, Madrid, ¿1902?
- El modernismo, su posición respecto de la ciencia, su condenación por el Papa Pío X, traducción y prólogo de Juan Zaragueta, Luis Gili, Barcelona, 1908.
- La filosofía en el siglo XIX, traducción de Francisco Lombardía, Daniel Jorro, Madrid, 1904 y 1943.
- Tratado elemental de filosofía para uso de las clases. Publicado por profesores del Instituto Superior de Filosofía de la Universidad de Lovaina, traducción de la cuarta edición francesa por José de Besalú, Luis Gili, Barcelona, 1917, 2ª 1918 y 1927.
- Retiro pastoral, traducido por Basilio de Laca y Urquiza, Bailly-Bailliere, Madrid, 1918; Políglota, Barcelona, 1926 y 1931.
- Curso de filosofía: Lógica, [s.n.], Madrid, 1935.
- Curso de Filosofía: Lógica, traducción española por F. Gallach Palés, Imp. Galo-Saez, Madrid, 1942.
- Curso de filosofía: Metafísica general u ontología, traducción de la 7ª ed. por F. Gallach Palés, Imp. de L. Rubio, Madrid, 1935.
- La vida interior: llamamiento a las almas sacerdotales, traducción de Narciso Saguer, precedida de un estudio sobre El Cardenal Mercier y la ascesis sacerdotal, por Luis Carreras, Editorial Políglota, Barcelona, 1930 y 1940.
- A mis seminaristas, traducción de la 5ª ed. francesa por Alfonso Ma Ramírez, Luis Gili, Barcelona, 1934.
- Curso de filosofía: Criteriología general o tratado de la certeza, Imp. de L. Rubio Aguas, Madrid, 1936.
- Curso de filosofía: Psicología, [Imp. de Galo Sáez], Madrid, 1940.